# Qala i Kah (district)
Qala i Kah est l'un des onze districts de la province de Farâh en Afghanistan.
Sa population est estimée à 21 000 habitants en janvier 2005.
La capitale administrative du district est Qala i Kah. Elle est située à une altitude de 612 m.